# Henk Pellikaan
Henk Pellikaan (ur. 10 listopada 1910 w Leerdam, zm. 24 lipca 1999 w Tilburgu) – holenderski piłkarz, reprezentant kraju. 

## Kariera klubowa
Pellikaan przez 18 lat reprezentował barwy zespołu z Tilburga TSV Longa. Grę w piłkę nożną łączył z pracą w firmie budowlanej Gebrs. Struijcken. 

## Kariera reprezentacyjna
Karierę reprezentacyjną rozpoczął 4 grudnia 1932 w meczu przeciwko Niemcom, w którym jego zespół wygrał 2:0. W 1934 został powołany przez trenera Boba Glendenninga na Mistrzostwa Świata 1934 we Włoszech. 
Jego reprezentacja poległa w pierwszej rundzie ze Szwajcarią 2:3, a Pellikaan rozegrał pełne 90 minut. Jego ostatni mecz w reprezentacji miał miejsce po II wojnie światowej. 10 marca 1946 Holandia wygrała na wyjeździe z Luksemburgiem 6:2. Łącznie w latach 1932–1946 Pellikaan zagrał w 13 spotkaniach reprezentacji Holandii. 
| Mecze i gole w reprezentacji | Mecze i gole w reprezentacji | Mecze i gole w reprezentacji | Mecze i gole w reprezentacji | Mecze i gole w reprezentacji | Mecze i gole w reprezentacji | Mecze i gole w reprezentacji |
| #                            | Data                         | Miasto                       | Przeciwnik                   | Gol                          | Wynik                        | Rozgrywki                    |
| ---------------------------- | ---------------------------- | ---------------------------- | ---------------------------- | ---------------------------- | ---------------------------- | ---------------------------- |
| 1.                           | 04.12.1932                   | Düsseldorf                   | Niemcy                       |                              | 2:0                          | towarzyski                   |
| 2.                           | 22.01.1933                   | Amsterdam                    | Szwajcaria                   |                              | 0:2                          | towarzyski                   |
| 3.                           | 05.03.1933                   | Amsterdam                    | Węgry                        |                              | 1:2                          | towarzyski                   |
| 4.                           | 09.04.1933                   | Antwerpia                    | Belgia                       |                              | 3:1                          | towarzyski                   |
| 5.                           | 07.05.1933                   | Amsterdam                    | Belgia                       |                              | 1:2                          | towarzyski                   |
| 6.                           | 10.12.1933                   | Amsterdam                    | Austria                      |                              | 0:1                          | towarzyski                   |
| 7.                           | 11.03.1934                   | Amsterdam                    | Belgia                       |                              | 9:3                          | towarzyski                   |
| 8.                           | 08.04.1934                   | Amsterdam                    | Irlandia                     |                              | 5:2                          | El. MŚ 1934                  |
| 9.                           | 29.04.1934                   | Antwerpia                    | Belgia                       |                              | 4:2                          | El. MŚ 1934                  |
| 10.                          | 10.05.1934                   | Amsterdam                    | Francja                      |                              | 4:5                          | towarzyski                   |
| 11.                          | 27.05.1934                   | Mediolan                     | Szwajcaria                   |                              | 2:3                          | MŚ 1934                      |
| 12.                          | 31.10.1937                   | Amsterdam                    | Francja                      |                              | 2:3                          | towarzyski                   |
| 13.                          | 10.03.1946                   | Luksemburg                   | Luksemburg                   |                              | 6:2                          | towarzyski                   |

## Po zakończeniu kariery
W latach 1953–1957 był członkiem komitetu wyborczego holenderskiej drużyny narodowej działającego przy KNVB. Jego imieniem nazwano lodowisko Pellikaanhal, które zostało otwarte w Tilburgu w 1969. Pellikaan był przez kilka lat prezesem lokalnej drużyny hokejowej.